# Organización territorial de la Gran Colombia
La Gran Colombia, creada por medio de la Ley Fundamental de la República de Colombia expedida durante el Congreso de Angostura (1819), fue dividida durante su corta vida en departamentos. Cada departamento se componía de una o más provincias, y cada una de ellas se dividía en uno o más cantones.

## Departamentos entre 1819 y 1821

División política de la Gran Colombia en 1819.

La ley expedida el 17 de diciembre de 1819 determinó que la República de (la Gran) Colombia estaba dividida en tres grandes departamentos: Venezuela, con capital en Caracas; Cundinamarca (o Nueva Granada), con capital en Bogotá; y Ecuador, con capital en Quito, si bien este último se encontraba todavía en poder de las fuerzas españolas.
| Departamento  | Capital       | Notas                             |
| ------------- | ------------- | --------------------------------- |
| Cundinamarca  | Bogotá        |                                   |
| Venezuela     | Caracas       |                                   |
| Ecuador       | Quito         | En poder de las fuerzas españolas |
| Haití Español | Santo Domingo | Estado asociado por constitución  |

## Departamentos entre 1821 y 1824

División política de la Gran Colombia en 1822.

Por medio de la ley del 2 de octubre de 1821 el territorio de la Gran Colombia fue subdividido en siete departamentos, segregando del antiguo departamento de Venezuela los de Orinoco y Zulia, y del de Cundinamarca los de Boyacá, Cauca y Magdalena.
| Departamento | Capital     | Provincias                             |
| ------------ | ----------- | -------------------------------------- |
| Boyacá       | Tunja       | Tunja, Casanare, Pamplona, y Socorro   |
| Cauca        | Popayán     | Popayán y Chocó                        |
| Cundinamarca | Bogotá      | Bogotá, Antioquia, Mariquita y Neiva   |
| Ecuador      | Quito       | Quito                                  |
| Magdalena    | Santa Marta | Cartagena, Riohacha y Santa Marta      |
| Orinoco      | Cumaná      | Cumaná, Barcelona, Guayana y Margarita |
| Venezuela    | Caracas     | Caracas y Barinas                      |
| Zulia        | Maracaibo   | Maracaibo, Coro, Mérida y Trujillo     |

El 28 de noviembre de 1821, el Istmo de Panamá declaró su independencia de España y decidió unirse voluntariamente a la Gran Colombia.
El 9 de febrero de 1822, mediante Decreto Ejecutivo del Vicepresidente de la Gran Colombia Francisco de Paula Santander, se crea provisionalmente y hasta la reunión del próximo del congreso, el Departamento del Istmo, con los mismos derechos concedidos a los departamentos originales creados por la ley de 2 de octubre de 1821.
En 1822 todo lo que hoy es Ecuador y la Provincia Libre de Guayaquil (que se había declarado independiente) se integraron al país.
El 30 de marzo de 1823 fueron creadas las provincias de Buenaventura y Pasto en la Nueva Granada, en tanto el 17 de julio de 1823 fue creado la provincia de Apure segregándola de la de Barinas, perteneciendo ambas al departamento de Venezuela.

### Organización judicial
Por medio de la ley del 12 de octubre de 1821 fueron creados los distritos del Norte (actual Venezuela), del Centro (actual Colombia) y del Sur (actual Ecuador y la parte norte del río Marañón en el actual Perú), pues el Congreso de la República atendiendo los designios de la Constitución de Cúcuta, decidió subdividir judicial y militarmente el territorio nacional en estas entidades con el fin de administrar de una manera más eficaz justicia en los diversas zonas del país.
Estos distritos judiciales fueron derogados, mediante la Ley Orgánica del poder Judicial de 11 de mayo de 1825, donde se ordenó la creación de una alta corte en la capital de la república y la creación de cortes superiores de Justicia en cada uno de los departamantos.

## Departamentos entre 1824 y 1830

División política de la Gran Colombia en 1824.

División política de la Gran Colombia en 1826.

Una vez que las regiones del Ecuador fueron liberadas y anexadas a la república, el gobierno se vio en la necesidad de dictaminar el orden territorial del país. Es así como se decreta el 25 de junio de 1824 la Ley de División Territorial de la República de Colombia por medio de la cual el país fue subdividido en doce departamentos, con indicación de que provincias y cantones pertenecían a cada uno de ellos.
| Departamento | Capital          | Provincias                                  |
| ------------ | ---------------- | ------------------------------------------- |
| Apure        | Barinas          | Barinas y Achaguas                          |
| Azuay        | Cuenca           | Cuenca, Loja, y Jaén de Bracamoros y Maynas |
| Boyacá       | Tunja            | Tunja, Casanare, Pamplona, y Socorro        |
| Cauca        | Popayán          | Popayán, Buenaventura, Chocó y Pasto        |
| Cundinamarca | Bogotá           | Bogotá, Antioquia, Mariquita y Neiva        |
| Ecuador      | Quito            | Pichincha, Chimborazo e Imbabura            |
| Guayaquil    | Guayaquil        | Guayaquil y Manabí                          |
| Istmo        | Ciudad de Panamá | Panamá y Veraguas                           |
| Magdalena    | Santa Marta      | Cartagena, Riohacha y Santa Marta           |
| Orinoco      | Cumaná           | Cumaná, Barcelona, Guayana y Margarita      |
| Venezuela    | Caracas          | Caracas y Carabobo                          |
| Zulia        | Maracaibo        | Maracaibo, Coro, Mérida y Trujillo          |

El 18 de abril de 1826 se decretó una ley adicional a la de 1824 que reorganizaba ciertos departamentos de la república en la región del norte: las provincias de Apure, Barinas y Guayana quedaban reorganizadas como el departamento del Orinoco, en tanto las provincias de Cumaná, Barcelona y Margarita formaron el departamento de Maturín. Con respecto a la región central fue creada la provincia de Mompós con los cantones meridionales de la de Cartagena y agregada al departamento del Magdalena.